# Republikanische Partei (Chile)
Die Republikanische Partei Chiles (spanisch: Partido Republicano de Chile) ist eine rechtspopulistische sowie nationalkonservativ politische Partei, die 2019 vom ehemaligen Kongressabgeordneten José Antonio Kast gegründet wurde.
Im Juni 2023 wurde die der Partei angehörende Juristin Beatriz Hevia zur Präsidentin des Verfassungsrates gewählt.

## Politische Positionen
Die Partei ist rechtskonservativ und lehnt Abtreibung, gleichgeschlechtliche Ehe und illegale Einwanderung ab. In wirtschaftlicher Hinsicht will sie den Staat „schrumpfen“ lassen und die Steuern senken.